# John Field
John Field (Dublin, 26 juli 1782 – Moskou, 23 januari 1837) was een Iers pianist en componist.

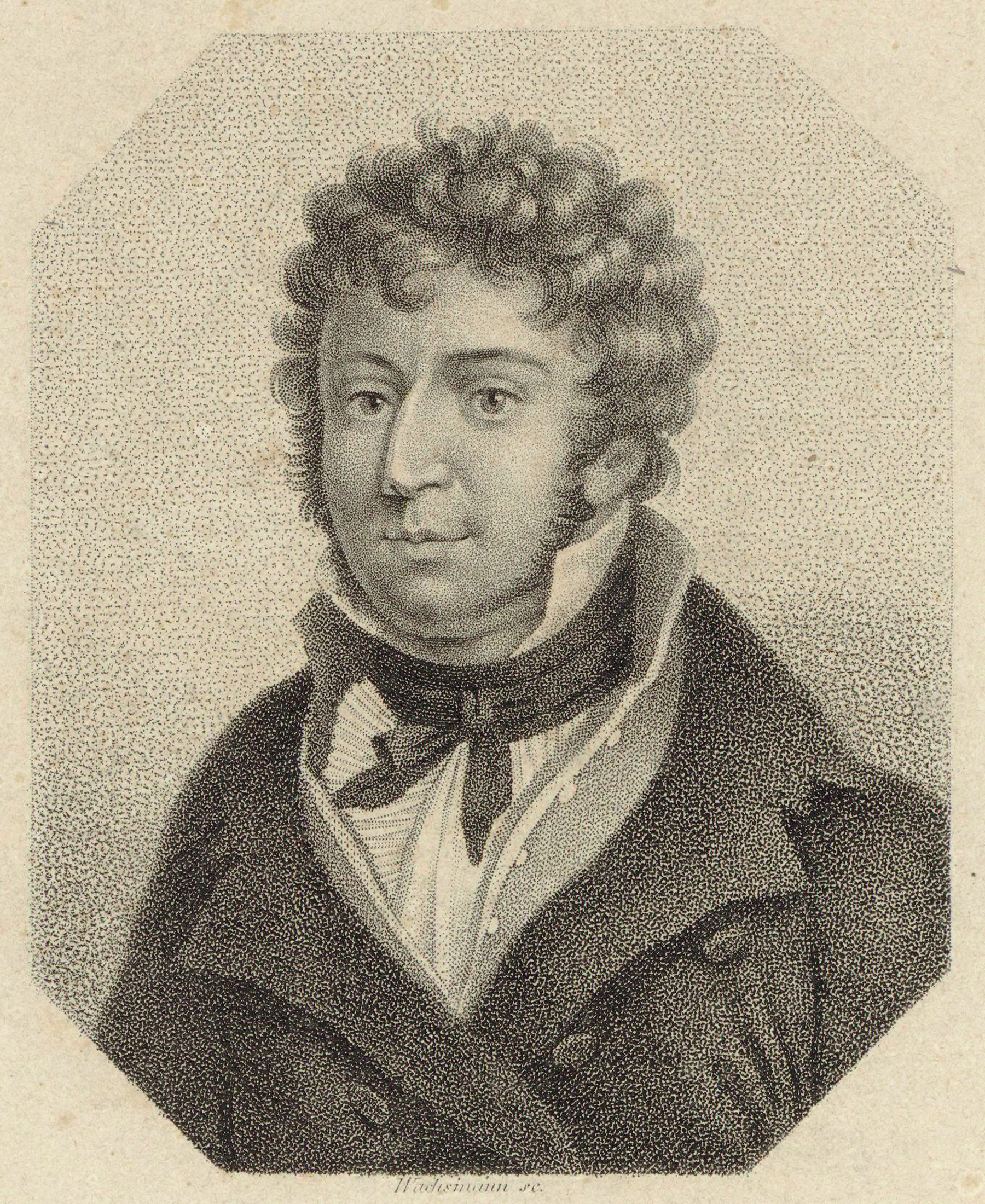
John Field

## Algemeen
Field is bekend geworden doordat hij veel navolging kreeg van vele latere romantische pianisten, waaronder Chopin. Hij baande met zijn werken de paden in de vroege Romantiek waarlangs vele latere generaties pianisten en componisten hun repertoire en oeuvres opbouwden.

## Biografie
John Field was de oudste zoon van violist Robert Field, die in theaters in Dublin werkte. Hij studeerde aanvankelijk bij zijn vader en zijn opa, de organist John Field. Vervolgens studeerde hij bij Tommaso Giordani, die ervoor zorgde dat hij zijn eerste optredens kreeg in drie "Spiritual Concerts" in 1792.
De Fields verhuisden in 1793 naar Londen, waar Field negen jaar lang les kreeg van Muzio Clementi. Clementi weerhield hem van het geven van veel concerten, want in ruil voor de lessen moest Field ook als verkoper in de pianowinkel van Clementi werken. Ook publiceerde Clementi een aantal van de werken van Field onder anonieme titel. Field leerde ook vioolspelen; hij zou leerling geweest zijn van de met Haydn bevriende violist Salomon. De grote doorbraak van Field als componist was in 1799, toen zijn eerste pianoconcert in Londen werd uitgevoerd in het Koninklijk Theater. Kort daarna eindigde Fields leerperiode bij Clementi. Wel droeg Field zijn eerste pianosonate aan Clementi op.
In 1802 nam Clementi Field mee op een Europese tournee naar Parijs, Wenen en Sint-Petersburg. Clementi wilde Field in Wenen laten studeren bij Johann Albrechtsberger, de leraar van Beethoven, maar Field had geen zin nog verder te studeren. Tussen Clementi en Field boterde het niet meer en Field ging zelfstandig verder. Hij bleef in 1803 in Sint Petersburg, toen Clementi terugkeerde naar Londen.
Wel introduceerde Clementi hem bij zijn nieuwe Russische broodheer, generaal Marklovski, waar Field in huis verbleef gedurende de rest van 1803. Door Fields uitvoering van zijn eerste pianoconcert in Sint Petersburg werd hij omarmd in de hogere kringen van de Russische maatschappij, waardoor hij veel optredens kreeg in huizen van Russische aristocraten in vele steden. Hij gaf daarnaast steeds meer les aan rijke leerlingen. Hij trouwde in 1810 met een van hen, Adelaide Percheron, en ging met haar in Moskou wonen. Vanaf 1812 keerde hij terug naar Sint Petersburg, waar veel van zijn werken werden uitgegeven door Dalmas, Peters en door Breitkopf & Härtel uit Leipzig.
Fields eerste kind werd geboren in 1815. In 1817 was zijn roem als componist en leraar (van onder anderen Michail Glinka) op het hoogste punt. In 1819 werd zijn tweede zoon geboren, maar kort daarna kwam het tot een scheiding met zijn vrouw.
In 1821 verhuisde Field weer naar Moskou. In 1822 ontmoette hij zijn belangrijkste muzikale rivaal Johann Nepomuk Hummel, die daar op tournee was. In de periode 1823 tot 1832 componeerde Field niet veel belangwekkende werken meer. Hij raakte aan de drank, wat hem zijn reputatie kostte. Hij werd door zijn voormalige bewonderaars spottend 'Dronken John' genoemd. Mede vanwege zijn aangetaste gezondheid (darmkanker) keerde Field in 1831 terug naar Londen, waar hij met gedeeltelijk succes werd geopereerd. Door de Londenaren werd hij verwelkomd. Hij kon nog een aantal concerten in Londen en Manchester geven. In deze periode ontmoette hij ook Felix Mendelssohn, Ignaz Moscheles en William Sterndale Bennett.
Zijn succes nam echter sneller af dan waarop hij had gehoopt. De aansluitende concertreis naar Parijs in 1832 werd met gemengde gevoelens ontvangen bij het publiek. Hij trad op in de Salle du Conservatoire op 25 december 1832, met zijn zevende pianoconcert. In 1833 speelde hij nog in diverse steden in België, Frankrijk, Zwitserland en Italië (Milaan). Voorjaar 1834 arriveerde hij doodziek in Napels. Hij was niet in staat te spelen en onderging diverse operaties gedurende zeven maanden, die hij in ziekenhuizen doorbracht. Field werd door hulp van oude Russische vrienden (de Rakhmanovs) uiteindelijk gered uit deze situatie. Hij keerde in 1835 met hen terug naar Moskou, waar hij voldoende hersteld drie concerten gaf en tijdelijk bij Carl Czerny te gast was. In 1837 overleed hij in Moskou aan de gevolgen van zijn voortslepende ziekte.

## Stijl
Field was uitvinder van een stijl die schril afstak tegen het wassende virtuozendom van zijn tijd. Reeds in 1799 spreekt de pers van 'karakteristieke muzikale expressie'. Gedurende Fields leven wordt zijn aristocratische, nobele en verfijnde stijl door vakbroeders herkend en overgenomen. Geen bravoure maar rijke schakeringen van verfijnde klanken: het "intieme" pianospel is geboren. Field wordt mede daardoor tevens gezien als de uitvinder van de Nocturne. Vóór Field bestond het losse pianostuk nog nauwelijks als genre. Ook wordt Field als de eerste artistiek gedreven concertpianist van de 19e eeuw gezien.

## Werk
In alle werken van Field speelt de piano een rol. Men mag aannemen dat alle werken die hij schreef ook bedoeld waren om door hem zelf uitgevoerd te worden. Waar bij de piano begeleiding nodig was, werd deze eenvoudig georkestreerd. De melodiek in Fields werk lijkt welhaast geïmproviseerd en gericht op het delen van eenvoudige, vaak droeve emoties. Echter in de pianoconcerten ziet men mede onder invloed van Fields leermeester Clementi ook briljante passages, en wat meer op virtuositeit gerichte elementen, daar dat de mode was en werd in de tijd van ontstaan. Field wordt gezien als de pionier van de pianistische Romantiek.

## Composities

### Piano & orkest
- Concert nr. 1 in Es majeur (1799)
- Concert nr. 2 in As majeur (Leipzig, 1811)
- Concert nr. 3 in Es majeur (Leipzig, 1811)
- Concert nr. 4 in Es majeur (St. Petersburg, 1814)
- Concert nr. 5 in C majeur, l'Incendie par l'Orage. (St. Petersburg, 1817)
- Concert nr. 6 in C majeur (1819, rev. 1820)
- Concert nr. 7 in c mineur (1822)
- Fantasie sur un air favorit de mon ami NP. (Moscow, 1823)
- Serenade (gebaseerd op een variant van Nocturne nr. 5) in Bes (1810)

### Kamermuziek
- Divertissement met strijkkwartet nr. 1 E majeur (Moscow, 1810)
- Divertissement met strijkkwartet nr. 2 A majeur (Moscow, 1811)
- Rondeau met strijkkwartet, in As majeur (St. Petersburg, 1812)
- Nocturne nr. 16 in F majeur. Piano met strijkkwartet (Paris, 1836)

### Pianowerken

#### Nocturnes
- Nr.1 in Es majeur (St. Petersburg, 1812)
- Romance in c mineur
- Nr. 2 in c mineur (Moskou, 1812)
- Nr. 3 in As majeur (Moskou, 1812)
- Nr. 4 in A majeur (St. Petersburg, 1817)
- Serenade in Bes majeur
- Nr. 5 in Bes majeur (St. Petersburg, 1817)
- Nr. 6 in F majeur (twee versies) (Moskou, 1817)
- No. 7 in C majeur (St. Petersburg, 1821)
- No. 8 in A majeur (St. Petersburg, 1821)
- Pastoral in A majeur (Wenen, 1816)
- Nr. 9 in Ee majeur (Romance) (Leipzig, 1816)
- Nr. 10 in e mineur
- Nr. 11 in Es majeur (Berlijn, 1833)
- Nr. 12 in G majeur (Parijs, 1834)
- Nr. 13 in d mineur (Parijs, 1834)
- Nr. 14 in C majeur (1835)
- Nr. 15 in C majeur (Parijs, 1834)
- Nr. 16 in F majeur
- Grande Pastorale (Nocturne no. 17 in uitgave Breitkopf & Härtel) (Londen, 1832)
- Pastoral E majeur
- Nocturne in Bes majeur
- The Troubadour

#### Sonates
- Nr. 1 in Es, op. 1 nr.1 (Londen, 1801)
- Nr. 2 in A, op. 1 nr.2 (Londen, 1801)
- Nr. 3 in c mineur, op. 1 nr. 3 (Londen, 1801)
- Nr. 4 in B (St. Petersburg, 1813)

#### Fantasieen
- Fantasie sur l'Andante de Martini, op. 3. (St. Petersburg, 1811)
- Nouvelle Fantasie sur le motif de la polonaise Ah quel dommage, G majeur (Leipzig, 1816)
- Fantasie sur un air favorit de mon ami NP, a mineur (1822)
- Nouvelle Fantaisie, G majeur (Berlijn & Parijs, 1833)

#### Variaties
- Fal la la, the much admired air in The Cherokee, met variaties, in A majeur (Londen, 1795)
- Air avec variations, Since then I'm Doomed, in C majeur (Londen, 1800)
- Air du bon roi Henri IV Varié, in Bes (St. Petersburg, 1812)
- Kamarinskaya, Air Russe Varié, in Bes (Moskou, 1809)
- Chanson Russe Varié, in d mineur (St. Petersburg, 1818)
- Variaties op een Russisch volkslied, in a mineur

#### Rondo's
- The two Favourite Dances in Blackbeard, als rondo (Londen, 1798)
- Signora Del Caro 5 Hornpipe, gearrangeerd als rondo
- Rondo op de aria Logie of Buchan (Londen, 1799)
- Speed the Plough, gearrangeerd als rondo (Londen, 1799)
- Introductie en rondo op Blewitts Cavatina Return, return, in E majeur (Londen, 1832)

#### Etudes
- Exercice modulé dans tous les tons majeurs et mineurs
- Exercice Nouveau, in C majeur (St. Petersburg, 1821)
- Nouvel Exercice (St. Petersburg, 1821)
- Etude, in As (St. Petersburg, 1822)
- Etude, in C majeur (St. Petersburg, 1822)
- Oefening voor dubbele tertsen.

#### Dansen
- Zes dansen: in G, A, A, F, Es en Es (Leipzig, 1820); Vier dansen: in Es, D, C en D (Leipzig, 1825)
- Diverse stukken
- Marche Triomphale, in Es; Trio in As (St. Petersburg, 1812)
- Duetten
- Air Russe Varié a Quatre Mains, in a mineur (Moskou, 1808)
- Andante à Quatre Mains, in c mineur (St. Petersburg, 1811)
- La Danse des Ours, in Es (St. Petersburg, 1811)
- Grande Walse à Quatre Mains, in A (St. Petersburg, 1813)
- Rondeau à Quatre Mains, in G (Bonn & Keulen, 1819)

#### Liederen
- Levommi il mio pensiero (Petrarca), in Bes. Gebaseerd op Nocturne nr. 1 (Napels, 1825)
- La Melanconia (tekst van Pindemonte), in F. Gebaseerd op Nocturne nr. 5, (Napels, 1825)

- Bibsys: 97045303
- Biblioteca Nacional de España: XX1506255
- Bibliothèque nationale de France: cb13893916d (data)
- Catàleg d'autoritats de noms i títols de Catalunya: 981058521287306706
- CiNii: DA08181736
- Gemeinsame Normdatei: 118683578
- International Standard Name Identifier: 0000 0001 0904 5182
- Library of Congress Control Number: n50005195
- Nationale Bibliotheek van Letland: 000037349
- MusicBrainz: cdf80ada-5c3e-426f-a371-d9915d02a0da
- Bibliotheek van het Japanse parlement: 00960624
- Nationale Bibliotheek van Tsjechië: jn20010601286
- Nationale Bibliotheek van Israël: 987007463656105171
- Nationale Bibliotheek van Polen: a0000001181562
- Nederlandse Thesaurus van Auteursnamen: 06995738X
- Istituto Centrale per il Catalogo Unico: LO1V130616
- LIBRIS: 186857
- SNAC: w6qf8sgn
- Système universitaire de documentation: 121486958
- Trove: 1525849
- Virtual International Authority File: 56796078
- WorldCat: E39PBJpYB7YgPWKG3Pc4jtfQbd